# Limousine du Premier ministre (Australie)

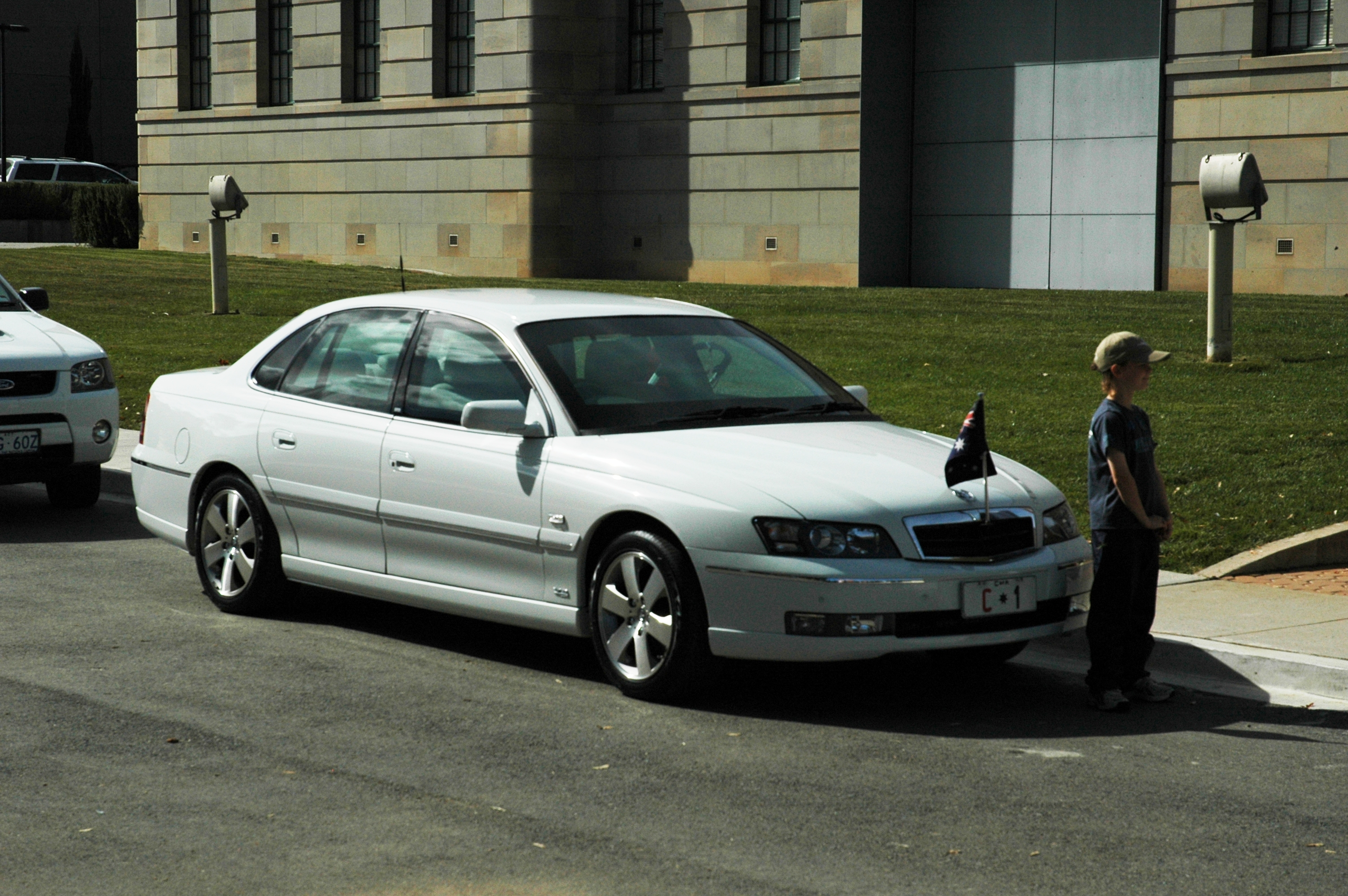
Ancien véhicule du Premier ministre - Holden Caprice

La limousine du Premier ministre est le véhicule officiel du Premier ministre australien. Il utilise une flotte de BMW Série 7. Toutes les limousines ministérielles ainsi que celle du Premier ministre sont entretenues pas COMCAR, une branche du ministère des Finances. Ces véhicules sont souvent appelés par leur numéro d'immatriculation - C1 - dans les médias. Au centre du capot de la voiture se trouve le drapeau australien.
La précédente génération de limousines se composait de Holden Caprice, utilisées pour la première fois par John Howard. Les véhicules de Premier ministre sont transportés et utilisés partout où celui-ci se rend. Le reste du temps, ils sont rangés dans le Parlement, au Lodge, à Kirribilli House ou tout autre lieu possédé par COMCAR. Même si cet organisme administre les véhicules, ils sont conduits par des officiers de la Police Fédérale. Tony Abbott fut le premier représentant de l'État à utiliser des BMW Série 7.

## Véhicules actuels
La flotte du Premier ministre a été renouvelée en 2014, les Holden Caprice étant remplacées par un ensemble de BMW Série 7, d'une valeur de 6,3 millions de dollars australiens. Elles ont d'abord été utilisées afin de protéger les dignitaires étrangers lors du G20 2014 à Brisbane, avant d'être préemptées pour la flotte du Premier ministre. La limousine, fabriquée en Allemagne, a subi d'importantes  modifications mécaniques comprenant un épais blindage. Ce véhicule, ainsi que le BMW X5 de remplacement, est administré par COMCAR, une division du Ministère des Finances d'Australie, et est conduit uniquement par des officiers de la Police Fédérale australienne.
Le véhicule est d'apparence similaire à celle d'une Série 7 classique, malgré les nombreuses modifications qu'il a subi. Des portières ainsi que des vitres pare-balles ont été montées et le plancher a été renforcé d'un épais blindage. Au-dessus se trouve un réservoir d'essence protégé afin de parer à toute explosion, même lorsque la voiture est endommagée et peut supporter l'explosion d'une bombe.

## Images

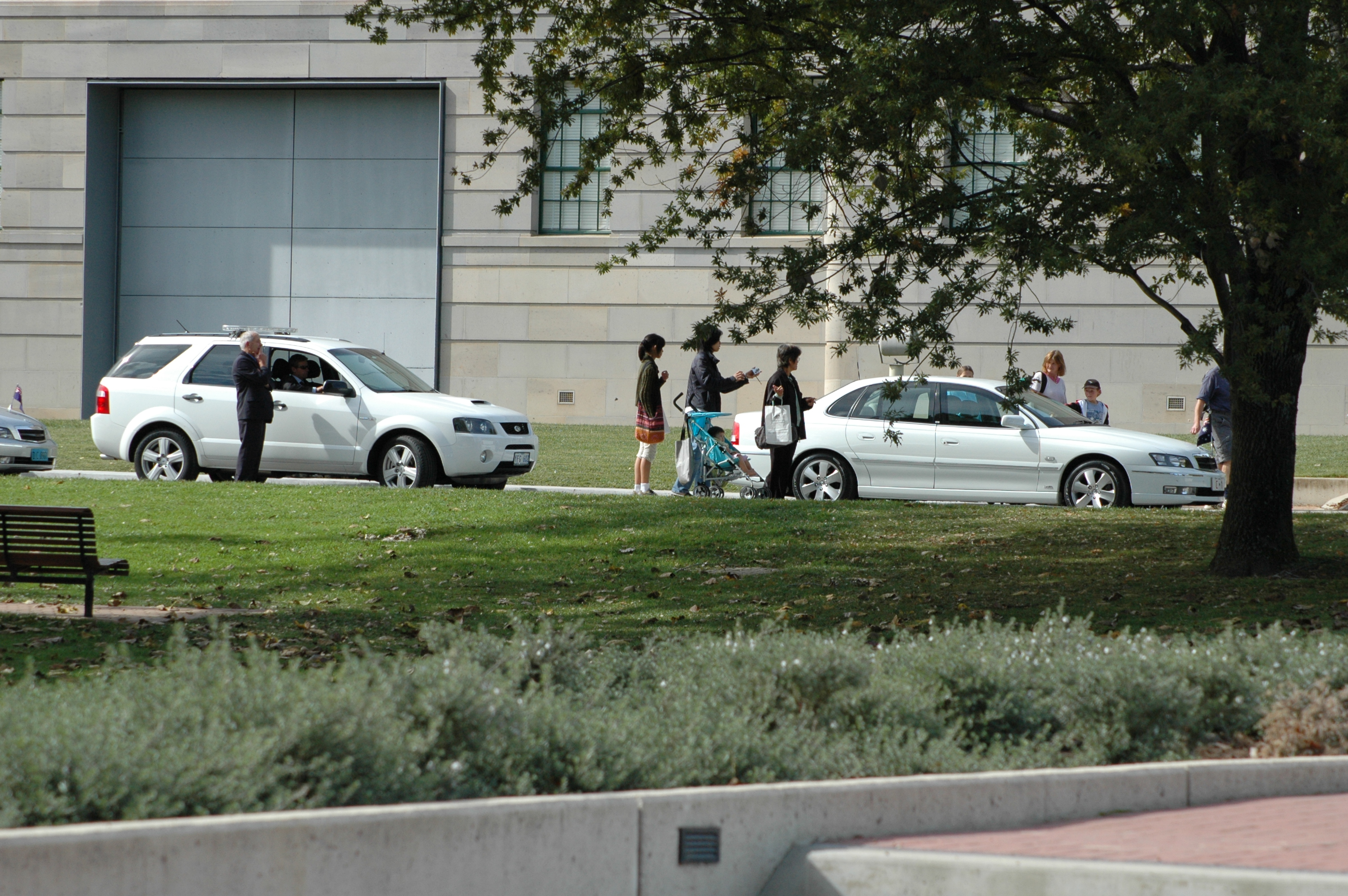
Escorte de la Police Fédérale australienne.
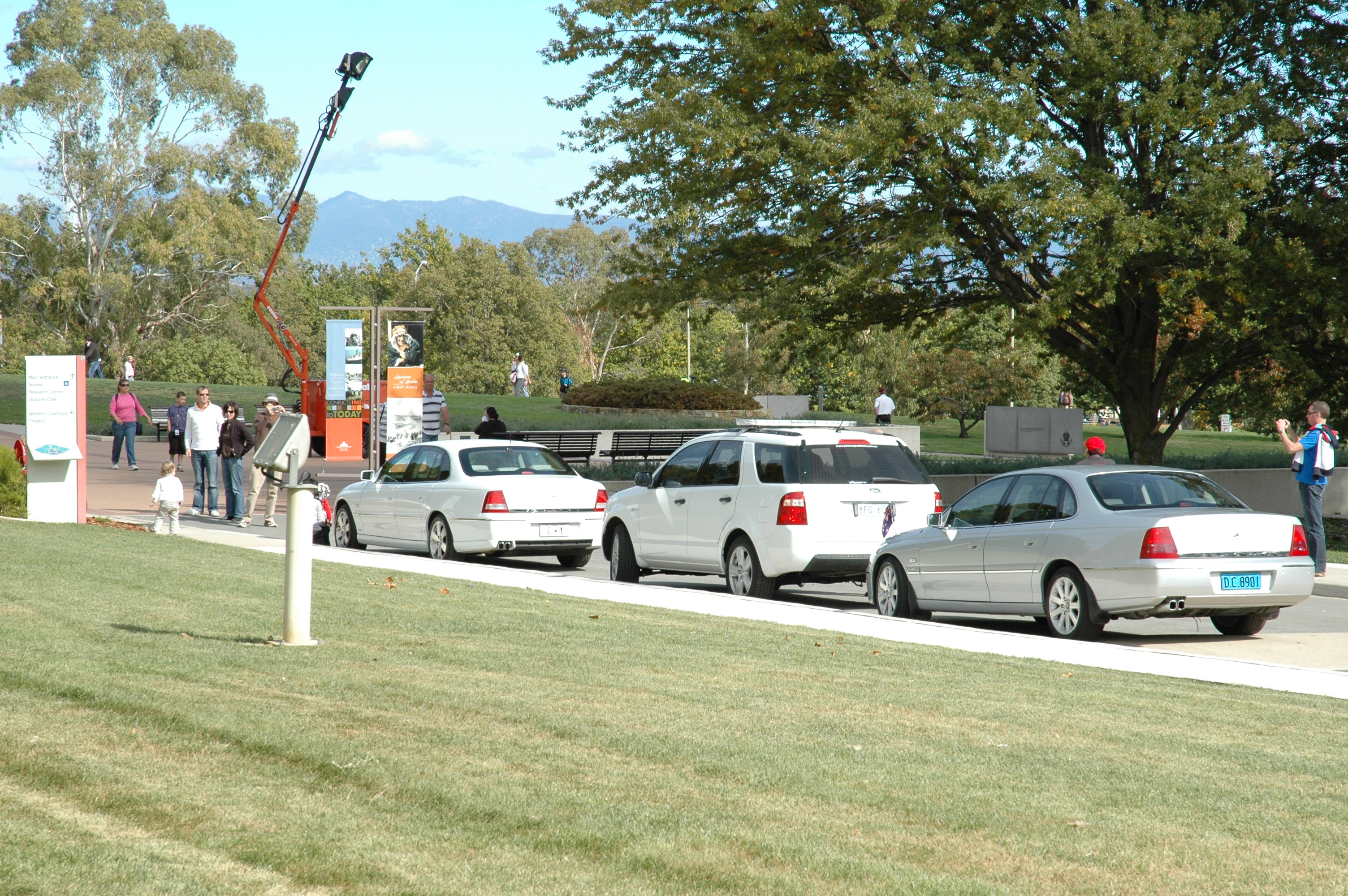
Derrière le véhicule de police se trouve la limousine du Haut-Commissaire de Nouvelle-Zélande, présent avec le Premier ministre pour la journée de l'ANZAC.